# Nuño Fernández
Nuño Fernández detto di Amaya. Nuño anche in spagnolo, in portoghese e in galiziano (seconda metà del IX secolo – dopo il 932) , è stato conte di Castiglia e conte di Burgos dal 920 al 926.

## Origine
Secondo il Diccionario biográfico español, Real Academia de la Historia era fratello di Gonzalo Fernández de Burgos, che, secondo La web de las biografias era figlio di Fernando Muñoz e di Gutina Diaz, figlia del Conte di Castiglia, Diego Rodriguez Porcelos.

Fernando Muñoz, fratello di Nuño Muñoz era figlio di Munio Núñez "él de Brañosera", che, nell'824, aveva concesso la Carta Puebla (concessioni fatte alla popolazione per facilitare il ripopolamento di alcune zone della Castiglia) di Brañosera e sembra probabile che fosse discendente di quel Nuño Nuñez "Rasura", che, dopo l'820, fu uno dei due primi Giudici di Castiglia. La madre si chiamava Argilo.

Inoltre è molto probabile che suo fratello, Gonzalo Fernández fosse il capostipite della casata di Lara, che porterà all'indipendenza la contea di Castiglia e sarà molto importante nel regno di Castiglia, come sostiene la Gran Enciclopèdia Catalana.

## Biografia

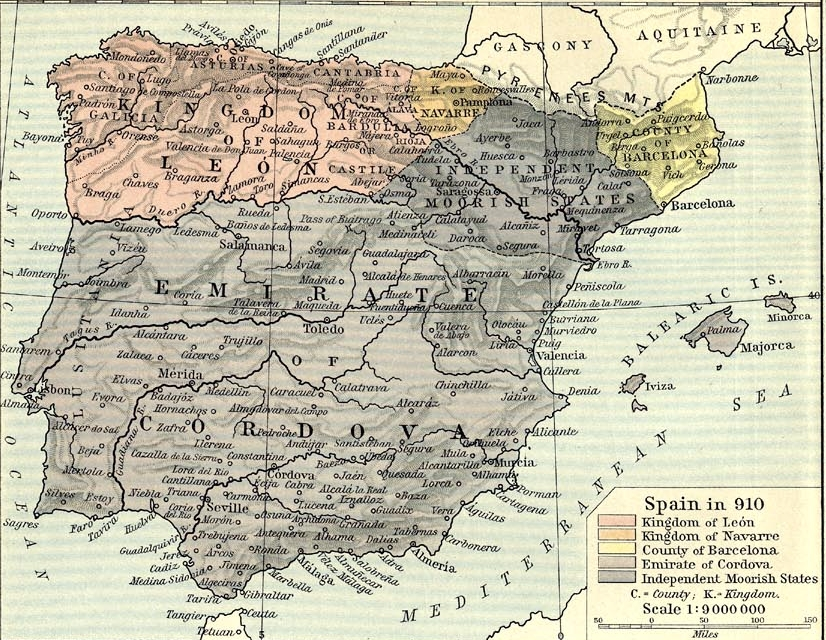
Penisola iberica (carta politica), nel 910

Nel 920, come riportano anche gli Annales Complutense, l'emiro ʿAbd al-Raḥmān III ibn Muḥammad guidò personalmente un esercito che, recuperate le città di Osma e San Esteban de Gormaz, penetrò in Navarra e sconfisse Ordoño II, come riporta lo storico Rafael Altamira (senza l'appoggio delle truppe del conte di Castiglia, Fernando Ansúrez che convocato non si era presentato) ed il re di Pamplona, Sancho I di Navarra nella valle di Junquera, a circa venticinque chilometri a sudest di Pamplona (battaglia di Valdejunquera).

Dopo la battaglia di Valdejunquera, il conte di Castiglia, Fernando Ansúrez, fu destituito dal re del León, Ordoño II, venne relegato nel León e sostituito, nel governo della contea di Castiglia con Nuño Fernández, che divenne anche conte di Burgos, come riportato in due documenti della Colección documental del monasterio de San Pedro de Cardeña (non consultati).
Secondo la Cronica de Sampiro, dopo che la nobiltà castigliana si era ribellata alla sua autorità, Ordoño II, li fece convocare per un incontro a Tejares, sulle sponde del fiume Carrión affluente del fiume Pisuerga. Tutti i nobili castigliani, tra cui il conte Nuño ed il suo predecessore Fernando Ansurez, che, senza timore, si erano presentati all'appuntamento furono arrestati, e condotti a León, dove furono imprigionati, poco tempo dopo, alcuni di loro furono giustiziati. 

Fu dopo questo avvenimento che i Castigliani decisero di ripristinare i Giudici di Castiglia.
Nuño Fernández, dopo la morte, nel 924, di Ordoño II, in un primo tempo, nella guerra di successione, appoggiò il figlio di questi Alfonso il Monaco, ma poi sostenne il re delle Asturie, Fruela II che era succeduto ad Ordoño II, spodestando i figli di quest'ultimo.
Alla morte di Fruela II, nel 925, era passato a sostenere Alfonso Froilaz, che, sconfitto, si era ritirato nelle Asturie, seguito dal conte Nuño, che, nel 926, viene citato come conte di Castiglia per l'ultima volta dopo circa sei anni di governo.
Non si conosce la data esatta della sua morte, comunque risulta ancora in vita, nel maggio del 932, quando si rivolse al conte di Castiglia, il nipote, Fernan Gonzales, per un arbitrato inerente ad una disputa riguardante il monastero di San Pedro de Cardeña.

## Matrimonio e discendenza
Della moglie di Nuño non si conoscono né il nome né gli ascendenti, comunque da lei Nuño ebbe un figlio:
- Diego Nuñez, secondo il religioso, che fu anche storico, Fray Justo Pérez de Urbel, nel suo Historia del Condado de Castilla (non consultato)[9].

### Fonti primarie
- (LA)  Historia de España: parte XVI
- (LA)  España sagrada. Volumen 23

### Letteratura storiografica
- Rafael Altamira, Il califfato occidentale, in L’espansione islamica e la nascita dell’Europa feudale, collana «Storia del mondo medievale», II volume, Milano, Garzanti, 1999  [1979],  pp. 477–515, SBN RAV0065639.